# Carmina Paraíso Santolaria
Carmina Paradís Santolaria (Osca, 1959) és una poeta i mestra d'escola. Ensenya llengua aragonesa des de l'any 2002 en alguns pobles de la Vall de Tena (CRA "Alto Gállego") i Jaca (CEIP "Monte Oroel", CEIP "San Juan de la Peña" i IES "Pirineos"), i és membre del Consello d'a Fabla Aragonesa. Va col·laborar al programa en aragonés Charramos de Radio Huesca, i en les revistes Siete de Aragón i Fuellas.
És autora de CHINA CHANA. Unidad didáctica de acercamiento a la Lengua aragonesa, editada per Edelvives i l'Ajuntament de Saragossa (2006). Les varietats dialectals de l'aragonés central i meridional, parlades a la vall de la Garona i a les serres de Loarre, Caballera i Gratal, són el fonament de l'aragonés emprat en la seua poesia.

## Obra poètica
- Zeños (Premi literari Vila de Siétamo, accésit de poesia), 1999
- Pardos d'Arpán (Premi literari Vila de Siétamo, Premi especial Semontano, 2003).
- Plumión de Cardelina (Premi literari Vila de Siétamo, Premi especial Semontano, 2005).
- Si o tiempo me acompaña (Premi literari Vila de Siétamo, Premi general de poesia, 2007).
- A escondeducas en l'alcoba (guanyadora del Premi Arnal Cavero 2007 del Govern d'Aragó).
- En tierra mantornata (Premio Ana Abarca de Bolea, 2018)